# Live (EP)
Live é o primeiro EP do cantor brasileiro David Cerqueira, lançado em outubro de 2017 de forma independente.
A obra contém cinco canções também divulgadas, separadamente, em videoclipes. O repertório, de maior parte delas da carreira de David, foi gravado sob produção musical de Dan Martins, no Miracle Estúdios. Os videoclipes foram dirigidos por Felipe Arcanjo e contaram com a participação de músicos como Bruno Martins (Rebanhão / Carlinhos Felix) e o baixista André Loures.
Live apresentou canções divulgadas em diferentes discos de David Cerqueira, incluindo a composição autoral "Venha o Teu Reino", que ficou conhecida na voz do cantor Davi Sacer – e "Sopra o Teu Vento", do álbum Eis o Rei (2016), escrita juntamente com o cantor Davi Fernandes. Além disso, foi inclusa a regravação de "Sacia-me", do Toque no Altar e um medley de três canções de sua mãe, Denise Cerqueira: "Renova-me", versão de Marcos Witt, além de "Jerusalém e Eu" e "Eterno Amor", ambas de Josué Teodoro.
| Críticas profissionais | Críticas profissionais |
| Avaliações da crítica  | Avaliações da crítica  |
| Fonte                  | Avaliação              |
| ---------------------- | ---------------------- |
| Super Gospel           | [ 7 ]                  |

## Faixas
1. "Sacia-me" (David Cerqueira, Marcell Compan, Davi Sacer e Luiz Arcanjo)
2. "Clamo a Ti" (David Cerqueira)
3. "Venha o Teu Reino" (David Cerqueira)
4. "Sopra o Teu Vento" (David Cerqueira e Davi Fernandes)
5. "Renova-me / Jerusalém e eu / Eterno Amor" (Marcos Witt / Josué Teodoro)

## Ficha técnica
- David Cerqueira – vocal, violão
- Dan Martins – produção musical, arranjos mixagem e masterização
- Bruno Martins – bateria
- André Loures – baixo
- Everton Dias – teclado
- William Cout – guitarras